# Ratpenat llistat pelut
El ratpenat llistat pelut (Chiroderma villosum) és una espècie de ratpenat de la família dels fil·lostòmids. Viu a Belize, Bolívia, el Brasil, Colòmbia, Costa Rica, l'Equador, El Salvador, la Guaiana Francesa, Guatemala, Guaiana, Hondures, Mèxic, Nicaragua, Panamà, el Perú, Surinam, Trinitat i Tobago i Veneçuela. A Veneçuela, el seu hàbitat natural són principalment boscos tropicals, tot i que també es poden trobar en clares i arbredes fruiteres. No hi ha cap amenaça significativa per a la supervivència d'aquesta espècie, tot i que està afectada per la pèrdua d'hàbitat.